# Snowy River
Snowy River (în traducere „Râul înzăpezit”) este un râu din sud-estul Australiei, care curge pe teritoriile statelor New South Wales și Victoria.

## Geografie
Izvorul râului Snowy se află la poalele muntelui Kosciuszko (2.228 m), care este situat în Alpii Australieni și este cel mai înalt punct geografic de pe continentul Australia. În continuare, râul curge în lungul pantelor estice ale Munților Snowy de pe teritoriul statului New South Wales, după care străbate Parcul Național Snowy River, situat în statul Victoria. În apropierea orașului Marlo, râul Snowy se varsă în Strâmtoarea Bass. Râul traversează așezările Kuma, Nimmitibel, Bombala, Orbost și Marlo și colectează pe parcursul traseului său apele mai multor afluenți mici alimentați de torenții formați prin topirea zăpezilor de munte. Pentru regularizarea bazinului hidrografic s-a construit un sistem de baraje și lacuri de acumulare care a provocat pe alocuri o îngustare puternică a râului.
Râul Snowy are 352 km lungime și are o suprafață a bazinului hidrografic de aproximativ 15.779 km².

## Istorie
Zona de-a lungul căreia curge râul Snowy constituie căminul istoric al aborigenilor australieni, pentru care râul a fost în mod tradițional o sursă de apă dulce și de hrană. Urme ale activității umane cu o vechime de aproximativ 17 mii de ani au fost descoperite în Peștera Cloggs (în engleză Cloggs Cave), situată în apropierea râului. În ciuda climei destul de răcoroase de pe cursul superior al râului Snowy, reprezentanții tribului Ngarigo (în engleză Ngarigo people) au locuit în zona cuprinsă între Alpii Australieni și Munții Snowy. Teritoriul scăldat de cursul sudic al râului a fost locuit în mod tradițional de tribul Gunai (în engleză Gunai people).
În anul 1839 râul a fost explorat de scoțianul Angus McMillan (1810-1865), iar în 1895 a fost publicat poemul „The Man from Snowy River” al celebrului poet australian Andrew Barton Paterson, care narează povestea recapturării unui mânz fugit dintr-un țarc aflat în vecinătatea râului. Poemul a dat numele întregului volum. Cu toate că aceasta a fost prima carte a scriitorului, ea i-a adus lui Paterson un succes pe care niciun poet australian nu-l cunoscuse până atunci. Portretul lui Paterson și textul integral al poeziei sunt reprezentate pe bancnota de 10 dolari australieni.
În anii 1950 și 1960 a fost construit pe cursul râului Snowy un sistem de baraje și lacuri de acumulare cu scopul de a furniza apă pentru irigarea zonelor agricole străbătute, de asemenea, de râurile Murray și Murrumbidgee. În plus, au fost construite mai multe hidrocentrale.